# Longepi
Longepi là một chi nhện trong họ Lamponidae.